# Scapophyllia cylindrica
Scapophyllia cylindrica е вид корал от семейство Merulinidae. Видът не е застрашен от изчезване.

## Разпространение и местообитание
Разпространен е в Австралия, Американска Самоа, Вануату, Виетнам, Гуам, Индия, Индонезия, Камбоджа, Кирибати, Кокосови острови, Малайзия, Маршалови острови, Мианмар, Микронезия, Науру, Нова Каледония, Остров Рождество, Палау, Папуа Нова Гвинея, Провинции в КНР, Самоа, Северни Мариански острови, Сингапур, Соломонови острови, Тайван, Тайланд, Тувалу, Уолис и Футуна, Фиджи, Филипини, Шри Ланка и Япония.
Обитава океани, морета и рифове.